# Cessna Comet
O Cessna Comet foi uma das primeiras aeronaves projetadas e construídas por Clyde Cessna nos Estados Unidos em 1917. 
O "The Comet" era um monoplano de trem de pouso convencional configurado com uma cabine semi-fechada que acomodava um passageiro além do piloto. 
Em 5 de julho de 1917, Cessna o usou para estabelecer um recorde nacional de velocidade no ar de 124,6 mph (200,5 km/h) e um recorde nacional de distância de 76 milhas (122 km) voando de Blackwell, Oklahoma, para Wichita, Kansas.

## Especificações (The Comet)
Descrições gerais
- Tripulação: 1 piloto
- Capacidade: 1 passageiro

Motorização
- Número de motores: 1x
- Tipo do motor: Anzani
- Potência por motor: 60 hp (44,7 kW)
- Descrição do propulsor/hélice: Hélice de 2 pás